# Léon de Laborde
Simon Joseph Léon Emmanuel, markis de Laborde (født 12. juni 1807 i Paris, død 26. marts 1869 på Château de Beauregard i Fontenay) var en fransk arkæolog, arkivar, diplomat og politiker.

## Virke
Som ganske ung trådte han i det franske diplomatis tjeneste 1828, men efter få års forløb trak han sig tilbage derfra. Siden deltog han lidt i politik, således en tid som deputeret efter 1841 og som senator fra 1868.
Hans hovedvirksomhed lå imidlertid på det videnskabelige område. Fra 1842 var han medlem af Académie des inscriptions et belles-lettres, 1847 blev han bestyrer af Louvres antiksamling og 1857 direktør for kejserdømmets arkiver.

## Forfatterskab
- Voyage de l’Arabie Pétrée (Paris 1830-33)
- Histoire de la gravure en manière noire (1830)
- Débuts de l’imprimerie à Strasbourg (1840)
- Débuts de l’imprimerie à Mayence et à Bamberg (1840)
- Les Anciens Monuments de Paris (1846)
- Le Palais Mazarin (1847)
- Les Ducs de Bourgogne (3 bind, 1849-51)
- La Renaissance des arts à la cour de France (1851-55)
- Notice des émaux, bijoux .... de Louvre (2 bind, 1853)
- De l’Union des arts et de l’industrie (2 bind, 1856)
- Voyages en Orient, Asie Mineure et Syrie (2 bind, 1837-62)
- Les Archives de la France (1867)
- Glossaire français du moyen-âge (1872)
- Les Comptes des bâtiments du roi (2 bind, 1878-82)